# Gabonafutrinka

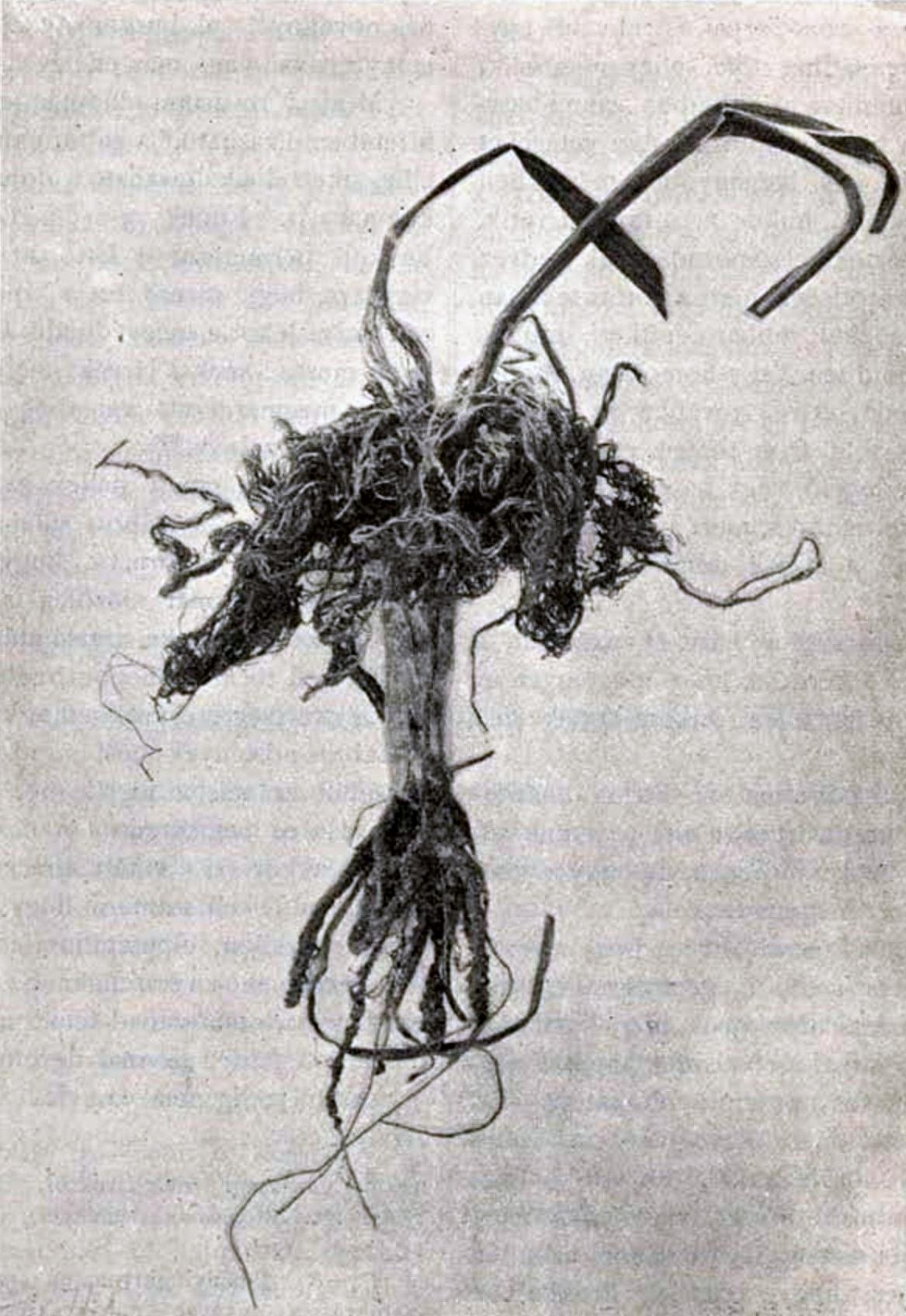
Gabonafutrinka lárva kártétele fiatal gabonán (1895)

A gabonafutrinka, gabonafutó vagy vetési futrinka (Zabrus tenebrioides) a bogarak rendjébe és futrinkafélék családjába tartozó rovarfaj. Bár manapság kisebb jelentőségű, de egykor a gabonafélék egyik legjelentősebb, érzékeny károkat okozó kártevője. Bár az imágók is táplálkoznak gabonaszemekkel, amivel kárt okozhatnak, a fő kártevő alak a lárva, mely a fiatal gabonanövényt fogyasztja.

## Elterjedése
A faj egész Európában és a Közel-Keleten elterjedt.
Magyarországon főleg a sík és kevéssé lejtős búzatermő tájakon gyakori. Csak kötöttebb talajon fordul elő, mivel a homokos, laza talajon a lárva nem képes lakócsövet készíteni.

## Megjelenése
Az imágó 12-17 mm hosszúságú, fekete, ritkábban barnásfekete, tompa fényű, zömök testű bogár. Háta kidomborodó, hasa lapított, hasi oldalának színe vöröses. Végtagjai feketésbarnák.
Tojása tejfehér, hosszúkás, 4 mm nagyságú. Lárvája (a „csócsárló”) fejlett állapotban akár 30 mm hosszú, kampodeoid típusú lárva. Teste erősen megnyúlt, lapított, fehéres alapszínű. Fején erősen megnyúlt, ásásra is alkalmas rágók láthatók. A toron három pár láb, az utolsó potrohszelvényen két fartoldalék van. A lárvának négy fejlődési stádiuma van. A báb 14–17 mm, csontszínű, mely szín idővel világosbarnára változik.

## Életmódja, szaporodása, kártétele
1 nemzedékes faj, az imágó a talajban telel, május végén, június elején aktivizálódik, éjszakai életmódot folytat. Érési táplálkozása elhúzódó, akár hónapokig is tarthat, ekkor a tejes-, majd viaszérésben lévő gabonaszemeket, később az érett, kipergett gabonát fogyasztja. Erős kalászkártétel esetén a kalászok jégvetés tüneteire emlékeztetnek. Az érési táplálkozás után augusztusban kerül sor a párzásra és tojásrakásra. Ennek alkalmával a nőstény a talajba apró kamrákat készít, melyekbe elhelyezi a tojásait, egyszerre, 10-30 db-ot. Egy nőstény összesen általában 40-100 tojást rak le.
A lárvák nagyjából 2-3 hét múlva kelnek ki, és rögtön szétszélednek. Kezdetben az árvakelésű gabonán táplálkoznak, majd a friss kelésű gabonavetéseken. Fénykerülők, így éjjel aktívak. A táplálkozásuk során a fiatal gabonanövények leveleit a gabonatövek közelében fekvő függőleges üregeikbe húzzák, a leveleket rágcsálják, „csócsárolják”, innen ered a lárva népi elnevezése. A kárkép jellegzetes, a fiatal növények levelinek vége a járatokba behúzva látható, a levelek „kócosak”, csavarodottak, deformáltak. A károsított tövek megbarnulnak és kipusztulnak, így a táblán foltokban pusztul a vetemény. A táplálkozásuk az első fagyokig tart, de valódi nyugalmi állapot nem áll be a lárváknál, így enyhe időjárás esetén a táplálkozást télen is folytatják.
Kártételének legnagyobb a jelentősége monokultúrában termesztett gabonafélék esetében. A gabonaféléken kívül károsíthatja a kukoricát, amennyiben az gabona után került elvetésre, illetve a telepített gyepek füveit.

## Védekezés
Legfőbb védekezés a kártevő ellen a vetésváltás. Őszi kalászos után kétszikű kultúra vetése sokat javít a helyzeten. A vetés előtti talajművelés szintén csökkenti a talajban élő lárvák számát. Kémiai védekezés esetén a talajfertőtlenítő szerek használata hatékony védelmet nyújt.
Számos természetes ellensége ismert, a lárvákat az Entomophtora zabrii entomofág gomba fertőzi. Parazitoid fürkészlegyek (Viviana spp.), ragadozó futrinkák tömegesen gyéríthetik a lárvákat. Sok madárfaj (vetési varjú, dankasirály, bíbic stb.), a vakond és a cickány is sok lárvát és imágót elfogyaszt.